# Ceratogyne
Ceratogyne é um género botânico pertencente à família Asteraceae.
O género inclui somente uma espécie, Ceratogyne obionoides. É originária da Austrália.
Ceratogyne obionoides foi descrita por Porphir Kiril Nicolai Stepanowitsch Turczaninow e publicado em Bull. Soc. Imp. Naturalistes Moscou xxiv. (1851) II. 69.
Trata-se de um género reconhecido pelo sistema de classificação filogenética Angiosperm Phylogeny Website.

## Distribuição e habitat
Pode ser encontrada em bosques de eucaliptos ou de Callitris ou em solos secos e rochosos em Nova Gales do Sul.

## Sinonímia
- Diotosperma drummondii A.Gray[4]